# Pam Smith
Pour les articles homonymes, voir Smith.
Pam Smith est une athlète américaine née le 22 septembre 1974. Spécialiste de l'ultra-trail, elle a notamment remporté la Miwok 100K Trail Race en 2011, l'American River 50 Mile Endurance Run et la Western States 100-Mile Endurance Run en 2013 ainsi que l'Angeles Crest 100 Mile Endurance Run en 2014.

## Résultats
| no  | féminin           | Course             | Longueur | Départ           | Temps            |
| --- | ----------------- | ------------------ | -------- | ---------------- | ---------------- |
| 24e | Médaille d'argent | American River 50  | 50 mi    | 10 avril 2010    | 7 h 14 min 21 s  |
| 26e | Médaille d'argent | JFK 50             | 50 mi    | 20 novembre 2010 | 6 h 57 min 37 s  |
| 20e | Médaille d'or     | Miwok 100K         | 100 km   | 7 mai 2011       | 9 h 39 min 57 s  |
| 6e  | Médaille d'or     | American River 50  | 50 mi    | 6 avril 2013     | 6 h 54 min 02 s  |
| 9e  | Médaille d'or     | Western States 100 | 100 mi   | 29 juin 2013     | 18 h 37 min 21 s |
| 6e  | Médaille d'or     | Angeles Crest 100  | 100 mi   | 2 août 2014      | 21 h 04 min 18 s |